# Karuná
A karuná (szanszkrit és páli) együttérzést jelent és a spirituális út része a buddhizmusban és a dzsainizmusban.

## Buddhizmus
Karuná a buddhizmus összes iskolájában fontos.  A théraváda buddhisták karunában való tartózkodásának oka a boldog jelen élet és üdvös újjászületés elérésének reménye. A mahájána buddhistáknak a karuná a bódhiszattvává válás egyik feltétele.

### Théraváda buddhizmus
A théraváda buddhizmusban karuná a négy "isteni lakóhely" (brahma-vihára) egyike - a többi három a szerető kedvesség (mettá), együtt érző öröm (mudita) és egykedvűség (upekkha).  A páli kánonban a történelmi Buddha az tanácsolja, hogy ezt a négy erényes mentális állapotot gyakorolhatják háztulajdonosok és szerzetesek is. Amikor valaki kifejleszti ezt a négy állapotot, akkor a Buddha tanácsa az, hogy sugározza azokat minden irányba.
Ez a gyakorlat tisztítja a tudatot, elkerüli a negatív következményeket, boldogsághoz vezet ebben és a következő karmikus újjászületésben, amely valamelyik mennyben lesz.

### Mahájána buddhizmus
A mahájána buddhizmusban a karuná a bódhiszattva ösvény egyik tulajdonsága (a másik a pradnyá).  Rupert Gethin teológus szerint az különbözteti meg a mahájána és a théraváda bódhiszattva ideálját, hogy az előbbi felemeli a karunát a pradnyá szintjére. Az egész mahájána világban, Avalókitésvara egy olyan bódhiszattva, aki a karuná megtestesítője.

## Dzsainizmus
Karuná a dzsainista együttérzés gyakorlatának felel meg. Például karuná az egyetemes barátság négy reflexiója közül az egyik (a többi az egyetértés (szanszkrit: maitri), megbecsülés (pramoda) és egykedvűség (madhjasztha) — a karmafolyam megállítására használják.

## Érdekesség
Karuna népszerű keresztnév India szerte - fiúk és lányok is használják.